# クッキークリッカー
『クッキークリッカー』（Cookie Clicker）は、2013年8月8日に公開されたブラウザゲームで、作者はOrteilことジュリアン・ティエノー（Julien Thiennot）というフランスのプログラマーである。
日本では、2013年9月のシルバーウィーク付近に爆発的な流行を見せた。

## 概要
画面に現れるクッキーを1回クリックするごとに1枚クッキーを焼くことができる。焼いたクッキーはクッキーの生産施設購入費用に充てることができ、次第に一定時間毎に大量のクッキーが手に入るようになる仕組みをとっている。また、クリックによるクッキー入手も強化する手段が用意されている。
クッキーで購入できる施設には、10秒毎に1クッキーを生産できる「カーソル」をはじめ、「グランマ（おばあさん）」、「宇宙船」、「タイムマシン」、「反物質凝縮器」、「プリズム」などがあり、それらによってさらに多くのクッキー生産が可能となる。また、それらの施設単体のクッキー生産能力を強化（アップグレード）することも可能である。クッキー生産量の単位は「Cps（Cookies per second）」と呼ばれる。数分おきに画面上に「ゴールデンクッキー」が現れ、これをクリックすることで一時的にクリック、および施設のクッキー生産能力が強化されたり、大量のクッキーを入手できる。ある程度までクッキーを焼くと、一度リセットしたうえで永続的な効果を持つ特殊なクッキーと名声レベルを獲得したうえで周回プレイが可能になる。
画面上部にはニュース欄があり、クッキーやCookie Clicker内の世界に関する情報が手に入る。
2016年2月8日には、大規模バージョンアップが行われ、新システムである「ドラゴン」や、クリック音の導入、アイテム・実績の追加が行われた。これにより、イベントなどの効果により成長シミュレーションの要素が大きく強化された。
2021年9月1日には、アップデートとともにSteamプラットフォーム上での販売を開始。Steam版の特長として、世界で多くプレイされている「Minecraft」でBGMを手がけたC418が作曲したBGMを聴くことが出来るほか、web版より基本的に同じかそれ以降の最新のバージョンで遊ぶことができる。またSteam版ではレガシーアップグレードであるheraldの効果が寄付の人数から現在のプレイ人数分cpsが上がるように変更された。
2025年5月22日に家庭用プラットフォーム版が配信。
今もなおバージョンの更新は続いており、アイテムや施設及びサブコンテンツの追加が不定期で行われている。

## 歴史
- 2013年8月8日 - (v.0)ゲーム初公開
- 2013年8月24日 - (v.1.0)ドカンと更新!
- 2013年8月24日 - (v.1.011)修正プログラム
- 2013年8月25日 - (v.1.011)微調整
- 2013年8月26日 - (v.1.02)更に微調整
- 2013年8月26日 - (v.1.021)更に上位のアップグレード
- 2013年8月27日 - (v.1.022)達成感
- 2013年8月27日 - (v.1.023)まずいアイデア
- 2013年8月28日 - (v.1.024)やりこむ人向け
- 2013年8月31日 - (v.1.03)おばあちゃん多すぎ
- 2013年8月31日 - (v.1.031)修正プログラム
- 2013年9月1日 - (v.1.032)整理整頓
- 2013年9月2日 - (v.1.033)改善策
- 2013年9月4日 - (v.1.034)気が利くクッキー
- 2013年9月8日 - (v.1.035)終わりのないクッキー
- 2013年9月15日 - (v.1.036)反物質産クッキー
- 2013年9月28日 - (v.1.037 beta)ダンジョン ベータ
- 2013年10月1日 - (v.1.0375)サクサク動いてサクサク進む
- 2013年10月14日 - (v.1.038)見せ給え、諸君らの本気を
- 2013年10月15日 - (v.1.0381)ちょっと修正
- 2013年10月15日 - (v.1.0382)プレイヤーに優しい
- 2013年10月15日 - (v.1.0383)他言無用
- 2013年10月29日 - (v.1.039-v.1.0393)おばけのこうしん
- 2013年12月20日 - (v.1.04-v.1.0402)クリスマスがやってきた
- 2013年12月22日 - (v.1.0403)メリー修正しマス
- 2014年2月14日 - (v.1.041-v.1.0411)なないろはぁと黙示録
- 2014年4月1日 - (v.1.0413)クッキー飽きたから別のゲームに浮気したｗｗｗ
- 2014年4月5日 - (v.1.0414-v.1.0417)可哀想なおバカさん
- 2014年4月9日 - (v.1.0418)快適なゲームライフ
- 2014年4月9日 - (v.1.0452-v.1.0453)天国の悪夢
- 2014年5月18日 - (v.1.0463-v.1.0465)イースターを逸すたーよりマシ
- 2014年8月25日 - (v.1.0501 beta)受け継がれるもの ベータ、part 1
- 2015年12月20日 - (v.1.9 beta)受け継がれるもの ベータ、part 2
- 2016年2月3日 - (v.1.901 beta)受け継がれるもの ベータ、part 3
- 2016年2月5日 - (v.1.901 beta)受け継がれるもの ベータ、更に修正
- 2016年2月8日 - (v.2.0)受け継がれるもの
- 2016年7月24日 - (v.2.002)ゴールデンクッキーは生まれ変われり
- 2017年7月15日 - (v.2.003)宗教と魔法のアップデート
- 2017年8月8日 - (v.2.0042)4周年
- 2018年2月24日 - (v.2.0045)砂糖ごろも
- 2018年4月18日 - (v.2.01)君の栽培品種ほどおなじみのよくある更新
- 2018年4月19日 - (v.2.0102)菜園区画補修
- 2018年4月20日 - (v.2.0106)バグを幾つか除草
- 2018年8月1日 - (v.2.0109)買って買って買って
- 2018年8月8日 - (v.2.011)いいか、お前ら
- 2018年10月25日 - (v.2.016)還元のループ
- 2019年3月5日 - (v.2.018)幾日分のクッキー
- 2019年4月1日 - (v.2.019)2.019(「今年の」更新)
- 2019年9月28日 - (v.2.021-v.2.022)ソースコードにないことを
- 2020年6月18日 - (v.2.026)銀行作り(ベータ版)
- 2020年8月8日 - (v.2.027 beta)アカウント確認(ベータ版)
- 2020年8月23日 - (v.2.029)私に金を、今すぐ金を
- 2020年11月1日 - (v.2.031)パラレルワールド
- 2021年9月1日 - (v.2.042)蒸気をくれ
- 2021年12月18日 - (v.2.043)動作確認
- 2022年5月31日 - (v.2.048)それ以外の精神
- 2023年5月7日 - (v.2.052)コピーはオリジナルに及ばない

## 評価
ウェブサイトPolygonはこのゲームを興味深いと評し、ファンがこのゲームに夢中になっているとも述べた 。
About.comはこのゲームを究極のスキナー箱と呼んでいる。

## 日本での流行
日本では、2013年9月14日からの三連休「シルバーウィーク」頃にインターネット上で爆発的な流行を見せた。タニタの公式Twitterも、クッキークリッカーに言及したツイートを行い話題となった。
また、日本での流行を受け、日本人向けに有志による非公式の日本語版が公開された。
特にゲーム内唯一の人間キャラクターである「グランマ（通称：クッキーババア）」に対する人気が高く、Twitterなどに大量の画像が投稿された。また、クッキークリッカーやクッキーババアに関する同人誌即売会が「酒の勢いで」開催されるなどした。
何故流行を引き起こしたかは定かではないが、日本のネットユーザーが海外のネットユーザーと「時間泥棒ゲーム」に関する情報交換をしたのがきっかけ、という話もある。
ブームはすぐに落ち着きを見せたが、2015年2月になりCookie Clickerの更なるアップデートに関しTwitterなどで話題になった。
また、同種のゲームを「クッキークリッカー系ゲーム」と呼称することがある他、原作者のOrteilによってクッキークリッカー系ゲーム作成用のソースコードも公開されている。

## クッキーの数を表す命数法について

### 英語バージョン
英語バージョンでは、ショートスケールでmillion（106）に始まりnovemnonagintillion（10300、centillion（10303）の一つ前）までの表示に対応している。これはshort numbersというオプションをオンにしているときに表示され、オフにしているときは20桁を超える辺りまでは通常の十進表記、その後は指数表記となる。

### 日本語バージョン
日本語バージョンの一つでは、「万」から表示に対応し、「恒河沙」（1052）までは一般的な方式の命数法（1024については現在の日本で標準的には「𥝱」となっているところ、このゲームでは本来の用字である「秭」を採用している）となっているが、それより先は独自の方式の命数法を採用している。具体的には、一般的な方式の「阿僧祇」（1056）・「那由他」（1060）・「不可思議」（1064）・「無量大数」（1068）は登場せず、一般的な方式なら「阿僧祇」にあたる位置に華厳経（八十華厳）の数詞の「頻波羅」（1056）が使われており、そこから先は1060（一般でいうところの「那由他」）を「万頻波羅」、1064（同じく「不可思議」）を「億頻波羅」、1068（同じく「無量大数」）を「兆頻波羅」のように呼称し、「頻波羅」よりも大きな単位としては「矜羯羅」（10112）・「阿伽羅」（10224）を採用している。これにより一般的な方式の「無量大数」を超える数にも対応している。なお「阿伽羅」の次の華厳経（八十華厳）の数詞は「最勝」（10448）であるが、これはこのゲームで扱える数値の限界を超えてしまうため、このゲームでは事実上「阿伽羅」が日本語バージョンの最高の単位となっている。